# Шевченки (Полтавский район)
Шевченки (укр. Шевченки) — село,
Судиевский сельский совет,
Полтавский район (Полтавская область),
Полтавская область,
Украина.
Код КОАТУУ — 5324085003. Население по переписи 2001 года составляло 244 человека.

## Географическое положение
Село Шевченки находится в 3-х км от сёл Судиевка, Сноповое и Бондуры (Новосанжарский район).
Рядом проходит автомобильная дорога М-22 (E 577).

## Экономика
- Молочно-товарная ферма.